# ياسين بوغانم
ياسين بوغانم (مواليد 24 يناير 1994) هو ملاكم محترف في رياضة موياي تاي وكيك بوكسينغ يحمل الجنسيتين المغربية وبلجيكية، حصل على عدة ألقاب منها لقب بطل العالم الحالي في الوزن الثقيل الممتاز للموياي تاي.
ياسين بوغانم هو الشقيق الأصغر لبطل العالم للمواي تاي يوسف بوغانم.